# Love Yourself 承 'Her'
《Love Yourself 承 'Her'》是韓國男子音樂組合防彈少年團的第五張韓語迷你專輯，這張專輯是作為他們在2017年下半年到2018年為止將要呈現的新主題「Love Yourself」系列的首張專輯。該專輯通過數位音樂下載服務商販售的版本共收錄9首歌曲，實體CD則收錄11首歌曲，包含兩首隱藏曲，數位專輯及實體專輯收錄的〈DNA〉為主打歌，由Big Hit娛樂企劃製作，LOEN娛樂發行，於2017年9月18日除了在下午6時通過各大數位音樂網站公開全專線上音源之外，實體專輯也會在當天以四種不同版本發售。

## 背景及概念
早於美國時間2017年5月21日，防彈少年團在第24屆《告示牌音樂獎》成為亞洲第一位獲頒最佳社群媒體藝人獎項的歌手時，隊長Rap Monster以英語發表得獎感言就曾提到「Love Yourself」關鍵詞，似乎便是意味著防彈少年團下一張專輯的主題，而這項猜測在6月份得到了證實，Big Hit娛樂稱防彈少年團將以「Love Yourself 」為主題，正在準備下一張專輯，並表示預計成員各自以包含故事內容的戲劇形式拍攝影片，並按照順序公開與大眾交流。為了這次的作業，娛樂公司引進了有力的故事作家們，也為了尋找能和防彈少年團成員們配合的演員，正私下和各個演藝經紀公司洽詢中，而正式回歸韓國樂壇的日期則在8月24日宣佈。
防彈少年團在舞蹈、歌曲、概念三者皆重視的韓國流行音樂市場中，結合「故事」的製作手法迎來轉捩點，一位樂評人曾表示「防彈少年團喚醒了在K-POP市場上以故事呈現的重要性，超越單純將歌曲及舞蹈表現好的水準，是以能夠和全世界大眾交流的一貫性概念，累積同感的方式」。自2013年出道後，陸續以「學校三部曲」歌頌10代的夢想與幸福，2015年的「花樣年華」系列點亮高中畢業後的青春，2016年則引用世界文豪赫爾曼·黑塞的文學小說《德米安》，以晃蕩不定的青春獲得大眾注目，而這次的主題「Love Yourself」將從每位成員的故事和經驗粹取出來，並能表現經過青春的彷徨期，邁向成功的防彈少年團未來的概念。
新系列主題的首波預告海報以Jung Kook率先登場，在8月11日釋出，海報中寫有「心向著的方向，想跑去那裡的日子」作為開端，陸續公開SUGA「不要接近我，會變得不幸」、j-hope「我沒關係，只要能讓妳發光」、Rap Monster「因為現在還不是時候，我會只望著妳的背影」、Jin「如果時間能夠倒轉，我想成為世界上最好的男人」、Jimin「我說謊了，像我這樣的人沒有資格擁有愛情」、V「如果當時我做出其他的選擇，妳能不離開嗎?」等海報及台詞，8月13則公開第二波預告，這次釋出的一系列海報中除了Jin之外，其餘成員們則兩兩一組以明暗對比的方式進行拍攝。像是SUGA、Jung Kook一個坐在椅子上低頭沉思，一個則是坐在病床上抬頭仰望；或是分別坐在一明一暗的空間中的j-hope與Jimin、躺在柏油路和草地的Rap Monster、V，均營造出完全相反的氛圍，不過海報上的台詞卻都是「從那片大海回來後，我們全都是一個人了」，只有Jin是寫著「若時間能倒轉，想回到那年夏天的大海」。「Love Yourself 」主題的故事焦點影片則陸續在8月16日依次公開「起」、「承」、「轉」及最終「起承轉結」所要傳達的先愛自己才會有愛的開始，而展現自己真實的一面，也才是愛人的方法，共4部影像。

## 詞曲創作概要
專輯曲目表在2017年9月13日公開，在發佈的歌曲列表中《Love Yourself 承 'Her'》將收錄9首歌曲，以及只有在實體專輯公開的兩首隱藏曲。歌單中包含了融合抒情與強烈節奏的EDM曲風，與美國團體老菸槍雙人組的成員安德魯·塔加特合作的〈Best of Me〉。另外也收錄了作為這張專輯經典嘻哈曲風的歌曲〈MIC Drop〉，這首歌由美國葛萊美獎獲獎者，當前美國嘻哈主流代表人之一的混音工程師Jaycen Joshua參與製作。〈MIC Drop〉靈感來源於美國前總統歐巴馬的演講，Rap Monster稱「去年，前美國總統歐巴馬在最後一場白宮記者晚宴上發表了演說，並把麥克風摔到地上的行為成為了熱門話題，這首歌就來自於歐巴馬的演講，代表了我們組合思維、抱負和自信」。
由Jimin獨自詮釋，收錄於專輯的序曲〈Serendipity〉率先在9月4日通過YouTube官方頻道公開，這首歌是Chill-out風格的Urban歌曲，由曾製作《花樣年華 Young Forever》專輯收錄曲〈Save ME〉的Ray Michael Djan Jr作曲。其整體概念，據擔任〈Serendipity〉的填詞人Rap Monster表示「在創作時，第一個想到的主題就是〈Serendipity〉，我試著挖掘一些在生活中可以找到的罕見的元素，在人們生活中有特殊意義的東西」，他也說道，歌詞主要講述著眼在生活中罕見且特別的東西，這些感受是會超越性別、文化和人們之間的隔閡。影片當中則以戲劇性的方式呈現曲名「在完全的偶然中，得到重大發明或發現的情況」的意境，其中出現的特殊字詞「青黴菌」在醫學裡是提煉成青霉素的抗生素，具有可以治療疾病的藥物，而在〈Serendipity〉提及到的字詞則是以藥物比喻為「那愛我的人能夠像藥物一樣治療心靈上痛苦，把我從痛苦中拯救出來」。第二個出現的特殊詞彙「三色貓」則是引用雄性三色貓在貓科學術研究是罕見的概念，表達「我是你生命之中，最罕有又獨特的人」。
主打曲選定為〈DNA〉，這首歌是表現青春時期充滿青澀與沖勁的愛情歌曲，表達了青年們衷心的愛，它包含了一個信息，即「我們兩個從最初就是命中注定要連結的，我們的DNA可以視作同一個東西」。該曲風以流行電音為基礎，加上具有中毒性的口哨聲和純吉他的旋律，雖然是像防彈少年團的風格，但又與原本組合的色彩做出差異化，帶來更高一層的音樂。而自出道以來，他們通過〈Dope〉、〈鴉雀〉、〈Am I Wrong〉等歌曲不斷對社會問題進行了坦誠、犀利的發言。這張專輯中，收錄曲〈與其苦惱不如 Go〉則擔任了這一角色，頗有諷刺世態的意味。通過最新流行語「YOLO」以自身獨特視角吐露出現今的時代面貌，將充滿中毒性的長笛聲與雷鬼感性相結合，是一首站在流行前沿的Trap Hip-Hop歌曲。
作為《Love Yourself 承 'Her'》的尾曲〈Her〉歌詞主要講述「愛並不完全是幸福的，它不只有喜悅、不只有愉快。如果你想要去愛別人，你要知道過程中也會有淚水，甚至也會有恨包含在內」，而據Rap Monster稱這首歌是這張專輯最快完成的作品，並表示〈Her〉包含了各種情緒。
只有在實體專輯公開的兩首隱藏曲，其中收錄的〈海〉，據Rap Monster在舉行新專輯發行記者會上表示〈海〉的創作靈感來自日本小說家村上春樹的作品《1Q84》中的一段話「有希望的地方就有試煉」，這首歌包含了Rap Monster過去幾年間經歷的各種不同的夢想、憂慮和情緒，在音樂方面以吉他搭配合成音作為〈海〉曲風的主軸。另外一支隱藏曲〈Skit：猶豫和恐懼〉是在《告示牌音樂獎》後構成的歌曲，它代表著防彈少年團從出道至今的經歷過程。

## 音樂錄影帶
〈DNA〉的音樂錄影帶連同音源在9月18日下午6時同步公開，影片在發佈後僅用8小時4分的時間，點閱率便突破千萬，打破以往紀錄，成為韓國團體用時最短突破千萬點閱率的歌手。。而在2017年10月12日，〈DNA〉以24天1小時的用時紀錄在YouTube頻道上突破1億觀看人次，再次刷新韓團音樂錄影帶最快破億的紀錄，將原紀錄提升了22天6小時。

## 評論聲譽
| 評論得分   | 評論得分 |
| 來源       | 評分     |
| ---------- | -------- |
| IZM        | 3/5颗星  |
| The Star   | 7/10     |
| Hello Asia | 9/10     |

美國《紐約時報》的專欄記者喬恩·卡拉曼尼卡點評道，指出主打曲〈DNA〉和與美國團體老菸槍雙人組合作的〈Best of Me〉都是防彈少年團這次新專輯中的精選，主打歌〈DNA〉以Club-Music和肖恩·門德斯式的吉他作為音樂的開端，而與美國組合老菸槍雙人組合作的〈Best of Me〉更加入流行電子音樂的元素，在強烈的音樂感下仍可以帶出傷感，備受讚賞。接著對引導著防彈少年團整體氛圍的三名擔任饒舌的成員在〈MIC Drop〉和〈Outro：Her〉中的獨特個性以及如何分工構成歌曲進行了仔細分析。《紐約時報》更加評價防彈少年團的新專輯《Love Yourself 承 'Her'》成為他們「歷年最成功的專輯」。並指出他們因BIGBANG成員將於未來陸續入伍，尚未入伍的成員有較長時間僅可以分別進行個人活動，《紐約時報》推測防彈少年團有可能因為以上原因而更上一層樓。
娛樂新聞網站《Allkpop》共同創辦人保羅·漢表示「防彈少年團不跟著流行走，選擇做自己的音樂。如果你去聽過他們爆紅的幾首歌，你會發現，他們沒想嘗試創作出時下流行的音樂，他們玩弄嘻哈節奏，然後大玩文字遊戲或配上意味深遠的歌詞」給予了讚揚。美國有線電視新聞網《CNN》也以「韓國流行音樂團體橫掃三大洲的破紀錄專輯」為題，集中報導了防彈少年團這次回歸帶來的成功及影響。
美國《告示牌雜誌》專欄記者傑夫·班傑明與基思·克菲爾德以「這張專輯在將防彈少年團放上一個擁有更高的全球知名度的位置時，仍舊保持著他們的初心」為由關注了防彈少年團這次回歸帶來的音樂，並表示主打歌〈DNA〉中可以看到他們最扣人心弦、混合了電子流行樂及嘻哈樂的風格，搭配著他們有史以來最令人震撼的合成音，以及極度中毒性的口哨記憶點，同時傑夫·班傑明和基思·克菲爾德也提及到防彈少年團其他的音樂變得更為複雜、擁有更多意涵，且包含著他們致力於探討的更龐大的社會議題，稱這個主題在最初就由使用中性詞彙的第一首歌〈Intro：Serendipity〉開啟，接著有訴說年輕人絕望的〈與其苦惱不如 Go〉，還有雖然調皮但也令人豁然開朗去思考令他們走到這個國際地位的粉絲文化的〈Pied Piper〉。兩名記者最後表示「也許一開始只聽了副歌，但如果搭配饒舌的部分仔細聽的話，歌詞及主題中想傳達的發人省思的訊息會使粉絲們一邊思考一邊不停地重播」為這張專輯進行了詳細的分析並給予了高度評價。

## 宣傳
為了宣傳《Love Yourself 承 'Her'》，所屬經紀公司Big Hit娛樂在9月12日表示，防彈少年團將於9月21日晚間8時30分出演與Mnet合作規劃的回歸特輯「BTS Comeback Show」，節目中，除了首次公開新曲表演之外，也會暢談、分享製作新專輯的過程與幕後花絮，而這場特輯將透過Mwave進行全球同步直播。他們也與全球最大的串流音樂服務商Spotify進行合作，除了在9月18日同步公開線上音源外，也會在當天由防彈少年團開始接管該平台推出的《K-Pop Daebak韓流歌單》，Spotify更特地推出與專輯同名的「#LoveYourselfDay」愛自己日，以慶祝防彈少年團全新專輯發行。除此之外，他們也將出演韓國音樂放送節目，以9月22日的KBS2旗下節目《音樂銀行》作為在音樂節目的第一場回歸舞台，正式展開《Love Yourself 承 'Her'》的宣傳行程，最終以10月12日的「BTS Countdown」為這次的新專輯活動畫下句點。

## 商業成績
《Love Yourself 承 'Her'》的專輯預購在8月25日啟動，據擔任防彈少年團新專輯發售的唱片公司LOEN娛樂透露，這張專輯截至8月31日已預售105萬1546張，專輯成長量從2016年5月發行的《花樣年華 Young Forever》預售量突破30萬張後，再以2016年10月發行的《WINGS》、2017年2月發行的《You Never Walk Alone》分別寫下預售量突破50萬張、70萬張的紀錄，而在約1年3個月的時間內，他們的專輯預購量已提升至105萬張，並且這項的預購量數字僅是韓國國內的訂單量，尚未計入國外的銷量，因此防彈少年團新專輯的實際預售成績將遠高於105萬張，而截至9月18日專輯最終預售量已突破112萬張。
專輯發行後，在國際的部份以9月19日上午8時為基準，防彈少年團在9月18日下午6時公開的新專輯《Love Yourself 承 'Her'》已在美國、英國、澳大利亞、奧地利、比利時、加拿大、丹麥、芬蘭、法國、德國、希臘等全世界共73個國家及地區成功在同一個時段登上iTunes專輯排行榜第一位，打破此前紀錄保持者G-Dragon在2017年6月發行的《權志龍》同時段共39個國家專輯排行榜冠軍的紀錄，除了刷新韓國流行音樂歷年獲冠最多之外，此張專輯也讓防彈少年團成為繼G-Dragon及BLACKPINK後，韓國第三位榮登iTunes全球專輯榜及歐洲專輯榜雙冠軍的歌手，同時，主打曲〈DNA〉也獲挪威、瑞典、保加利亞、愛沙尼亞、匈牙利、立陶宛、波蘭、羅馬尼亞、斯洛文尼亞等共29個國家歌曲榜單一位，在美國iTunes主歌曲榜上則排在第4位，與〈春日〉相比上升了4個名次，這首歌也在9月18日當天拿下iTunes全球歌曲榜冠軍，在歐洲歌曲排行榜則取得第2名的成績，而在英國時間9月19日，據流媒體音樂服務平台Spotify數據顯示，〈DNA〉成功打入以全球發行的所有歌曲單日串流播放次數為基准進行排位的排行榜《全球前50名》中位列第50名，成為韓國第一位進入該榜單的歌手。
在榜單持續更新期間，他們通過這張專輯陸續刷新韓國流行音樂在國際排行榜上原先的最高成績紀錄，以及以韓國團體身份帶來最初登榜的紀錄。專輯發行後的第一週，《Love Yourself 承 'Her'》以第7名的成績亮相於告示牌200大專輯榜，它實現了總計相當於3萬1千張專輯等價單位，其中1萬8千張來自實體專輯，數位銷售方面的表現為接近4千張TEA專輯單位及將近1萬張的SEA專輯單位，除了是迄今為止在K-Pop中單週銷量最高的專輯，也讓防彈少年團寫下亞洲歌手在該排行榜上新的里程碑，超越了此前在同榜最佳紀錄的菲律賓歌手夏芮絲·潘敏潘高在2010年5月29日以《Charice》登上第8位，主打歌〈DNA〉則讓他們成為繼PSY之後韓國第二位以韓語歌曲進入告示牌百大單曲榜的歌手，並在發行後的第二個禮拜從85名竄升至第67名，刷新Wonder Girls在2009年憑藉《Nobody》創下的第76名成績，讓防彈少年團成為在該榜單登上最高排名的韓國流行音樂團體。
在日本，《Love Yourself 承 'Her'》在10月9日的專輯週榜以5.2萬張獲得第一，成為首隊以進口版作品在Oricon公信榜取得專輯週榜冠軍的外地嘻哈組合。而除了在國際上屢獲佳績之外，這張專輯也在韓國取得了不錯的商業表現，據韓國統計銷量的網站Hanteo排行榜於9月25日公開的首週銷售榜單，這張專輯在9月18日至9月24日一個星期間共售出753,705張，成長比例從2017年2月推出《You Never Walk Alone》的首週373,705張的銷售紀錄提升至1倍，亦成功打破EXO第四張正規專輯《The War》的60萬張首週記錄，成為韓國在第一週賣出最多專輯的歌手，《Love Yourself 承 'Her'》同時也是自加翁音樂榜開始追蹤銷量起最暢銷的專輯，在9月份一共售出1,203,533張唱片。

## 曲目
| Love Yourself 承 'Her'（主打曲以粗體顯示） | Love Yourself 承 'Her'（主打曲以粗體顯示）    | Love Yourself 承 'Her'（主打曲以粗體顯示）                                                                    | Love Yourself 承 'Her'（主打曲以粗體顯示）            | Love Yourself 承 'Her'（主打曲以粗體顯示） | Love Yourself 承 'Her'（主打曲以粗體顯示） |
| 曲序                                       | 曲目                                          | 词曲 | 编曲                                                  | 製作人                                     | 时长                                       |
| ------------------------------------------ | --------------------------------------------- | --- | ----------------------------------------------------- | ------------------------------------------ | ------------------------------------------ |
| 1.                                         | Intro：Serendipity（Jimin Solo曲）            | Slow Rabbit Ray Michael Djan Jr Ashton Foster Rap Monster HITMAN BANG                                         | Slow Rabbit（人聲編曲）                               | Slow Rabbit                                | 2:19                                       |
| 2.                                         | DNA                                           | PDOGG HITMAN BANG Kass Supreme Boi SUGA Rap Monster                                                           | PDOGG                                                 | PDOGG                                      | 3:43                                       |
| 3.                                         | Best of Me                                    | Andrew Taggart PDOGG Ray Michael Djan Jr Ashton Foster Sam Klempner Rap Monster HITMAN BANG SUGA j-hope ADORA | Slow Rabbit PDOGG（人聲編曲） Supreme Boi（饒舌編曲） | Andrew Taggart（老菸槍雙人組） PDOGG       | 3:46                                       |
| 4.                                         | Dimple（)(由成員Jin、Jimin、V、jungkook演唱） | Matthew Tishler Allison Kaplan Rap Monster                                                                    | Slow Rabbit（人聲編曲）                               | Matthew Tishler Crash Cove                 | 3:16                                       |
| 5.                                         | Pied Piper                                    | PDOGG JINBO Kass Rap Monster SUGA j-hope HITMAN BANG                                                          | Slow Rabbit Supreme Boi（饒舌編曲）                   | PDOGG                                      | 4:05                                       |
| 6.                                         | SKIT：Billboard Music Awards Speech           | |                                                       | PDOGG                                      | 1:43                                       |
| 7.                                         | MIC Drop                                      | PDOGG Supreme Boi HITMAN BANG j-hope Rap Monster                                                              | PDOGG Supreme Boi（人聲編曲）                         | PDOGG                                      | 3:57                                       |
| 8.                                         | Go Go（）                                     | PDOGG HITMAN BANG Supreme Boi                                                                                 | Supreme Boi PDOGG（人聲編曲）                         | PDOGG                                      | 3:55                                       |
| 9.                                         | Outro：Her（由成員RM、SUGA、j-hope演唱）      | SUGA Slow Rabbit Rap Monster j-hope                                                                           | Slow Rabbit（饒舌編曲） Supreme Boi（饒舌編曲）       | SUGA Slow Rabbit                           | 3:43                                       |
| 总时长：                                   | 总时长：                                      | 总时长： | 总时长：                                              | 总时长：                                   | 30:42                                      |

| 隱藏曲目（只限實體專輯） | 隱藏曲目（只限實體專輯） | 隱藏曲目（只限實體專輯）            | 隱藏曲目（只限實體專輯） | 隱藏曲目（只限實體專輯） |
| 曲序                     | 曲目                     | 词曲                                | 製作人                   | 时长                     |
| ------------------------ | ------------------------ | ----------------------------------- | ------------------------ | ------------------------ |
| 10.                      | Skit : 猶豫和恐懼（）    |                                     | HITMAN BANG PDOGG        | 9:00                     |
| 11.                      | Sea（）                  | Rap Monster SUGA Slow Rabbit j-hope | Rap Monster              | 5:12                     |
| 总时长：                 | 总时长：                 | 总时长：                            | 总时长：                 | 44:54                    |

## 排行榜
| 音源榜（2017） | 《DNA》排行榜峰值                                             | 《DNA》排行榜峰值 | 《DNA》排行榜峰值 | 《DNA》排行榜峰值 | 來源   |
| 音源榜（2017） | 實時榜                                                        | 日榜              | 週榜              | 月榜              | 來源   |
| --- | ------------------------------------------------------------- | ----------------- | ----------------- | ----------------- | ------ |
| iChart | 2                                                             |                   | 5                 |                   | [ 64 ] |
| Melon | 1                                                             | 5                 | 5                 | 9                 | [ 65 ] |
| Genie | 1                                                             | 2                 | 4                 | 21                | [ 66 ] |
| Bugs | 2                                                             | 2                 | 3                 |                   | [ 67 ] |
| Mnet | 4                                                             | 6                 | 8                 | 12                | [ 68 ] |
| Naver | 1                                                             | 2                 | 2                 | 6                 | [ 69 ] |
| Soribada | 2                                                             | 2                 | 3                 | 5                 | [ 70 ] |
| \| - 上標字「2」：兩天或兩週 - 上標字「3」：三天或三週 - 上標字「4」：四天或四週 - 上標字「5」：五天或五週 - 以上以此類推 \| - 「*」：打榜中 - 「/」：未入榜 - 「 」：該段時期未設立排行榜 \| |                                                               |                   |                   |                   |        |
| - 上標字「2」：兩天或兩週 - 上標字「3」：三天或三週 - 上標字「4」：四天或四週 - 上標字「5」：五天或五週 - 以上以此類推                                                                        | - 「*」：打榜中 - 「/」：未入榜 - 「 」：該段時期未設立排行榜 |                   |                   |                   |        |

| - 上標字「2」：兩天或兩週 - 上標字「3」：三天或三週 - 上標字「4」：四天或四週 - 上標字「5」：五天或五週 - 以上以此類推 | - 「*」：打榜中 - 「/」：未入榜 - 「 」：該段時期未設立排行榜 |

| 電視台 | 音樂節目名稱                            | 入榜歌曲 | 入榜歌曲       |
| 電視台 | 音樂節目名稱                            | 《DNA》  | 《Best of Me》 |
| --- | --------------------------------------- | -------- | -------------- |
| Mnet | M! Countdown                            | (1)      | /              |
| KBS2 | 音樂銀行                                | [1]      | 15             |
| MBC | Show! 音樂中心                          | [ 註 3 ] | [ 註 3 ]       |
| SBS | 人氣歌謠                                | [1]      | 9              |
| SBS MTV | THE SHOW                                | 1        | /              |
| MBC Music | Show Champion                           | 1        | /              |
| \| - 「(1)」：兩星期冠軍 - 「[1]」：三星期冠軍 - 「{1}」：四星期冠軍 \| - 「/」表示未有相關資料 - 「*」：打榜中 \| |                                         |          |                |
| - 「(1)」：兩星期冠軍 - 「[1]」：三星期冠軍 - 「{1}」：四星期冠軍                                                  | - 「/」表示未有相關資料 - 「*」：打榜中 |          |                |

| - 「(1)」：兩星期冠軍 - 「[1]」：三星期冠軍 - 「{1}」：四星期冠軍 | - 「/」表示未有相關資料 - 「*」：打榜中 |

| 榜單（2017年）                     | 峰值 |
| ---------------------------------- | ---- |
| 澳大利亞專輯榜（ARIA）             | 8    |
| 奧地利40大專輯榜（Ö3四十大音樂榜） | 17   |
| 比利時專輯榜（Ultratop 佛蘭德斯）  | 18   |
| 比利時專輯榜（Ultratop 瓦隆尼亞）  | 51   |
| 加拿大專輯榜（告示牌）             | 3    |
| 中國專輯榜（告示牌V榜）            | 2    |
| 丹麥40大專輯榜（Hitlisten）        | 34   |
| 荷蘭專輯榜（MegaCharts）           | 19   |
| 芬蘭專輯榜（芬蘭官方榜單）         | 11   |
| 法國專輯榜（SNEP）                 | 83   |
| 德國百大專輯榜（GFK）              | 57   |
| 匈牙利專輯榜（Mahasz）             | 40   |
| 愛爾蘭專輯榜（IRMA）               | 19   |
| 義大利專輯榜（FIMI）               | 56   |
| 日本專輯榜（公信榜）               | 1    |
| 日本數位專輯榜（公信榜）           | 1    |
| 日本熱門專輯榜（日本告示牌）       | 4    |
| 紐西蘭專輯榜（RIANZ）              | 9    |
| 挪威40大專輯榜（世界之路榜單）     | 16   |
| 蘇格蘭百大專輯榜（OCC）            | 17   |
| 韓國專輯榜（加翁）                 | 1    |
| 西班牙百大專輯榜（PROMUSICAE）     | 33   |
| 瑞典60大專輯榜（瑞典最熱榜）       | 13   |
| 瑞士專輯榜（瑞士熱門音樂榜）       | 26   |
| 英國流行百大專輯榜（OCC）          | 14   |
| 美國告示牌200大專輯榜（告示牌）    | 7    |
| 美國獨立專輯榜（告示牌）           | 2    |
| 美國世界專輯榜（告示牌）           | 1    |
| 臺灣日韓榜（五大唱片）             | 1    |

| 榜單（2017年）                          | 峰值 |
| --------------------------------------- | ---- |
| 澳大利亞單曲榜（ARIA）                  | 99   |
| 加拿大百大單曲榜（告示牌）              | 47   |
| 加拿大數位歌曲銷售榜（告示牌）          | 49   |
| 法國單曲下載榜（SNEP）                  | 76   |
| 日本熱門100金曲榜（日本告示牌）         | 6    |
| 紐西蘭最佳熱門發現歌曲榜（RIANZ）       | 2    |
| 菲律賓百大單曲榜（菲律賓告示牌）        | 8    |
| 菲律賓K-Pop Top 5（菲律賓告示牌）       | 1    |
| 葡萄牙50大單曲榜（AFP）                 | 37   |
| 俄羅斯熱門廣播和YouTube點擊榜（Tophit） | 59   |
| 蘇格蘭百大單曲銷售榜（OCC）             | 63   |
| 韓國單曲榜（加翁）                      | 2    |
| 瑞典最佳熱門發現歌曲榜（瑞典最熱榜）    | 2    |
| 英國百大單曲榜（OCC）                   | 90   |
| 美國告示牌百大單曲榜（告示牌）          | 67   |

## 銷售及認證
| 國家或地區 | 銷量       |
| ---------- | ---------- |
| 韓國       | 2,738,280+ |
| 中國       | 282,000+   |
| 日本       | 92,541+    |
| 美國       | 19,000+    |

| 國家或地區            | 認證   | 銷量     |
| --------------------- | ------ | -------- |
| 中國（QQ音樂）        | 三白金 | 166,700^ |
| 中國（酷狗）          | 五金   | 27,777^  |
| ^銷售認證計算於出貨量 |        |          |

| 歌名                                | 銷量                             |
| ----------------------------------- | -------------------------------- |
| Intro：Serendipity                  | - 韓國：114,128+ - 美國：5,000+  |
| DNA                                 | - 韓國：869,080+ - 美國：21,000+ |
| Best of Me                          | - 韓國：298,321+ - 美國：4,000+  |
| 酒窩                                | - 韓國：158,239+                 |
| Pied Piper                          | - 韓國：126,775+ - 美國：3,000+  |
| SKIT：Billboard Music Awards Speech | - 韓國：55,944+                  |
| MIC Drop                            | - 韓國：337,136+ - 美國：6,000+  |
| 與其苦惱不如 Go                     | - 韓國：434,749+ - 美國：6,000+  |
| Outro：Her                          | - 韓國：104,635+ - 美國：1,000+  |

| 地區                                                       | 认证 | 认证单位/销量 |
| ---------------------------------------------------------- | ---- | ------------- |
| 美国（美國唱片業協會）                                     | 金   | 500,000‡      |
| *僅含認證的實際銷量 ^僅含認證的出貨量 ‡僅含認證的+實際銷量 |      |               |

## 獲獎與提名

### 韓國音樂節目
| 年份   | 日期     | 電視台    | 節目名稱      | 獲獎歌曲 | 來源    |
| ------ | -------- | --------- | ------------- | -------- | ------- |
| 2017年 | 9月26日  | SBS MTV   | THE SHOW      | DNA      | [ 128 ] |
| 2017年 | 9月27日  | MBC Music | Show Champion | DNA      | [ 129 ] |
| 2017年 | 9月28日  | Mnet      | M! Countdown  | DNA      | [ 130 ] |
| 2017年 | 9月29日  | KBS2      | 音樂銀行      | DNA      | [ 131 ] |
| 2017年 | 10月1日  | SBS       | 人氣歌謠      | DNA      | [ 132 ] |
| 2017年 | 10月5日  | Mnet      | M! Countdown  | DNA      | [ 133 ] |
| 2017年 | 10月6日  | KBS2      | 音樂銀行      | DNA      | [ 134 ] |
| 2017年 | 10月8日  | SBS       | 人氣歌謠      | DNA      | [ 135 ] |
| 2017年 | 10月13日 | KBS2      | 音樂銀行      | DNA      | [ 136 ] |
| 2017年 | 10月15日 | SBS       | 人氣歌謠      | DNA      | [ 137 ] |

### 大型頒獎典禮
| 年份   | 頒獎典禮         | 獎項                   | 提名項目                   | 結果 | 來源    |
| ------ | ---------------- | ---------------------- | -------------------------- | ---- | ------- |
| 2017年 | Mnet亞洲音樂大獎 | Qoo10 最佳年度專輯     | 《Love Yourself 承 'Her'》 | 提名 | [ 138 ] |
| 2017年 | Mnet亞洲音樂大獎 | 最佳男子團體舞蹈表演獎 | 〈DNA〉                    | 提名 | [ 138 ] |
| 2017年 | Mnet亞洲音樂大獎 | Qoo10 最佳年度歌曲     | 〈DNA〉                    | 提名 | [ 138 ] |
| 2017年 | 甜瓜音樂獎       | 最佳舞蹈獎             | 〈DNA〉                    | 提名 | [ 139 ] |
| 2017年 | 甜瓜音樂獎       | 全球藝人獎             | 〈DNA〉                    | 獲獎 | [ 139 ] |
| 2017年 | 甜瓜音樂獎       | 音樂錄影帶獎           | 〈DNA〉                    | 獲獎 | [ 139 ] |
| 2018年 | 金唱片獎         | 唱片部門－本賞         | 《Love Yourself 承 'Her'》 | 獲獎 | [ 140 ] |
| 2018年 | 金唱片獎         | 唱片部門－大賞         | 《Love Yourself 承 'Her'》 | 獲獎 | [ 141 ] |
| 2018年 | 首爾歌謠大賞     | 大賞                   | 《Love Yourself 承 'Her'》 | 獲獎 | [ 142 ] |

## 發行歷史
| 發行地區 | 發行日期       | 發行形式         | 廠牌                  |
| -------- | -------------- | ---------------- | --------------------- |
| 全球     | 2017年9月18日  | 數位音樂下載     | Big Hit娛樂、LOEN娛樂 |
|          | 2017年9月18日  | CD、數位音樂下載 | Big Hit娛樂、LOEN娛樂 |
| 臺灣     | 2017年10月17日 | CD               | 臺灣環球音樂          |